# Нейросифилис
Нейросифилис (от др.-греч. νεῦρον — «нерв» + лат. syphilis) — сифилитическое поражение головного или спинного мозга. Вызывается бактериями вида Treponema pallidum (бледная трепонема) и возникает обычно у лиц, которые долгое время не лечились от сифилиса.

## Выявление
При предположении о нейросифилисе проводятся серологические реакции (реакция Закса — Витебского, реакция Вассермана, глобулиновые реакции), коллоидная реакция Ланге. Реакция Вассермана проводится не только с кровью, но и с ликвором. Спинномозговая жидкость исследуется при реакции иммунофлюоресценции (РИФ) и иммобилизации бледных трепонем.

## Формы нейросифилиса

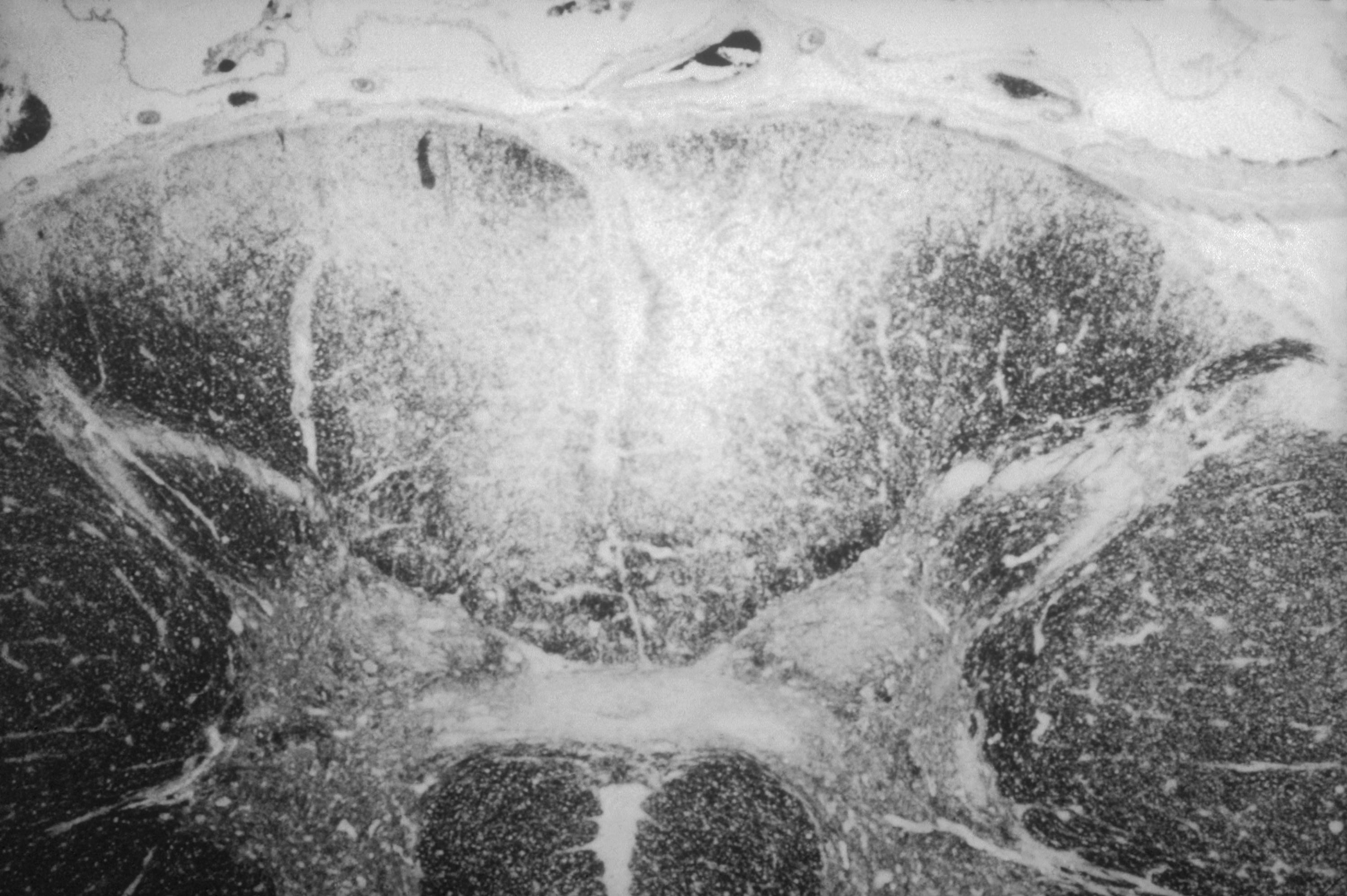
Демиелинизация задних столбов спинного мозга, известная как Tabes Dorsalis или табетический нейросифилис. Увеличение 450×

Современная классификация форм нейросифилиса:12—13:
1. Ранний нейросифилис:
  1. Латентный (асимптомный) менингит — ликворосифилис.
  2. Гипертрофический пахименингит.
  3. Ранний сифилитический менингит.
  4. Острый лихорадочный сифилитический менингит (менингоэнцефалит, менингомиелит).
  5. Сосудистая форма с поражением головного и спинного мозга.
  6. Сифилитические поражения периферической нервной системы.
  7. Цереброспинальная форма сифилиса.
  8. Гуммы головного и спинного мозга.
2. Поздние (эктодермальные) формы:
  1. Спинная сухотка.
  2. Прогрессивный паралич.
  3. Амиотрофический спинальный сифилис.
  4. Спастический спинальный паралич Эрба.

### Спинная сухотка
Спинная сухотка (лат. tabes dorsalis) — форма позднего нейросифилиса. Характеризуется поражением спинальных нервных корешков и задних столбов спинного мозга. Возникает обычно через 5—10 лет, изредка — через 15—20 лет после инфекции сифилисом.
При спинной сухотке наблюдается атрофия задних корешков в зоне их вхождения в спинной мозг и задних канатиков спинного мозга. Мягкая оболочка спинного мозга мутная и утолщённая. Микроскопически наблюдаются дегенеративные изменения в задних рогах спинного мозга, в задних корешках, в проводящих путях Голля и Бурдаха, в основном в задней поверхности наблюдаются воспалительные изменения мягкой оболочки спинного мозга:21.

### Прогрессивный паралич
Поздняя форма нейросифилиса. Характеризуется неврологическими и психическими расстройствами, которые обусловлены хроническим менингоэнцефалитом и эндартериитом.
В неврологическом статусе выявляются преходящие парезы конечностей, эпилептиформные припадки, симптом Аргайла Робертсона, интенционный тремор, дизартрия, нарушения чувствительности, снижение мышечного тонуса и силы мышц, нарушения функции тазовых органов:24.
Существуют формы прогрессивного паралича (в зависимости от преобладания психопатологического синдрома): дементная (большинство случаев), экспансивная (маниакальная) форма, галлюцинаторно-параноидная и др.

### Амиотрофический спинальный сифилис
Основа амиотрофического спинального сифилиса — дегенеративно-воспалительный процесс в мотонейронах, передних корешках и оболочках спинного мозга.

### Спастический спинальный паралич Эрба
Поздняя форма нейросифилиса, развивается через 10—15 лет после заражения. Морфологический субстрат спастического паралича Эрба — хронический менингомиэлит с эндартериитом.

### Форма Ниссля — Альцгеймера
Нейросифилис Ниссля — Альцгеймера — форма сифилиса головного мозга, при котором поражаются преимущественно мелкие сосуды коры головного мозга. Названа в честь Ниссля Франца (1860—1919) и Алоиса Альцгеймера (1864—1915).

## Лечение
Нейросифилис обычно лечится пенициллинотерапией. Часто используют внутримышечные инъекции бензилпенициллина, а в случае его непереносимости — цефтриаксона (1—2 г / сут в течение 2 недель). При лечении сифилиса мозга используются препараты висмута и соли йода.